# Korrosionsutmattning
Korrosionsutmattning är ett fenomen som beror på en kombination av korrosiv miljö och utmattning som kan ses som ett specialfall av spänningskorrosion. Utmattning innebär att ett material som utsätts för växlande laster utmattas och får kraftigt försämrade mekaniska egenskaper vilket ofta i slutänden leder till sprödbrott. Vid korrosionsutmattning sänks utmattningsgränsen eftersom den oftast transkristallina korrosionen försvagat materialet.